# Politické strany v Národním shromáždění
Politické strany zastoupené v Národním shromáždění v letech 1918-1968. (Od 1. 1. 1969 existovalo Federální shromáždění Československé socialistické republiky, Česká národní rada a Slovenská národní rada.)

## 1918 - 1920
Národní shromáždění Československé republiky

## 1920 - 1925
Národní shromáždění Československé republiky
- Československá sociálně-demokratická strana dělnická
- Republikánská strana zemědělského a malorolnického lidu
- Československá strana socialistická
- Československá národní demokracie
- Československá strana lidová
- Komunistická strana Československa
- Slovenská strana ľudová
- Neodvislá strana komunistická v Československu
- Československá živnostensko-obchodnická strana středostavovská
- Strana Socialistického Sjednocení
- Strana československého pracujícího lidu
- Strana sociálně-demokratických odborových a zájmových pracovníků
- Německá sociálně-demokratická strana dělnická
  - (Deutsche sozial-demokratische Arbeiterpartei)
- Německý svaz zemědělců
  - (Bund der Landwirte)
- Německá strana národní
  - (Deutsche Nationalpartei)
- Německá křesťansko-sociální strana lidová
  - (Deutsche christlich-soziale Volkspartei)
- Německá národně sociální strana dělnická
  - (Deutsche national-sozialistische Arbeiterpartei)
- Německá demokratická strana svobodomyslná
  - (Deutsch-demokratische Freiheitspartei)
- Němečtí poslanci bez frakce
  - (Klub der fraktionslosen deutschen Abgeordneten)
- Maďarsko-německá strana křesťansko-sociální
  - (Keresztény szocialista párti képviselök klubjának tagjai)
- Maďarsko-německá strana sociálně-demokratická
  - (Magyár és német szocial-demokraták clubja)
- Krajinská strana maďarských malých rolníků, zemědělců a malých průmyslníků
  - (Országos magyár kisgazda földmives és kisiparos párti képviselök clubja)

- Poslanci mimo klub

## 1925 - 1929
Národní shromáždění Československé republiky
- Republikánská strana zemědělského a malorolnického lidu
- Komunistická strana Československa
- Československá strana lidová
- Československá sociálně-demokratická strana dělnická
- Československá strana národně-socialistická
- Slovenská strana ľudová
- Československá strana národně-demokratická
- Československá živnostensko-obchodnická strana středostavovská
- Komunistická strana Československa (Leninovců)
- Polski zwiazek ludowo-robotniczy
- Autonomní zemědělský sojuz
  - (Avtonomnyj zemledělskij sojuz)
- (Bund der Landwirte)
  - Německý svaz zemědělců
- (Deutsche sozial-demokratische Arbeiterpartei)
  - Německá sociálně-demokratická strana dělnická
- (Deutsche christlich-soziale Volkspartei)
  - Německá křesťansko-sociální strana lidová
- (Deutsche Nationalpartei)
  - Německá strana národní
- (Deutsche national-sozialistische Arbeiterpartei)
  - Německá národně-socialistická strana dělnická
- (Magyar nemzeti párt)
  - Maďarská strana národní
- (Országos keresztény-szocialista párt)
  - Krajinská křesťansko-sociální strana
- (Deutsche Gewerbepartei)
  - Německá strana živnostenská

- Poslanci mimo klub

## 1929 - 1935
Národní shromáždění Československé republiky
- Republikánská strana zemědělského a malorolnického lidu
- Československá sociálně-demokratická strana dělnická
- Československá strana národně-socialistická
- Komunistická strana Československa
- Československá strana lidová
- Slovenská strana ľudová
- Československá strana národně-demokratická
- Československá živnostensko-obchodnická strana středostavovská
- (Deutsche sozial-demokratische Arbeiterpartei)
  - Německá sociálně-demokratická strana dělnická
- (Bund der Landwirte)
  - Německý svaz zemědělců
- (Deutsche christlich-soziale Volkspartei)
  - Německá křesťansko-sociální strana lidová
- (Deutsche national-sozialistische Arbeiterpartei)
  - Německá národně-socialistická strana dělnická
- (Deutsche Nationalpartei)
  - Německá strana národní
- (Az országos keresztény-szocialista, Magyar nemzeti párt, Zipser Deutsche és Deutsche Gewerbepartei képviselöinek klubja)
  - Krajinská strana křesťansko-sociální, maďarská národní, německá spišská a německá živnostenská strana

Strany sdružené:
- (Deutsche Arbeits- und Wirtschaftsgemeinschaft)
  - Německá pracovní a hospodářská pospolitost
- (Deutsche Gewerbepartei)
  - Německá strana živnostenská
- (Sudetendeutscher Landbund)
  - Sudetskoněmecký svaz zemědělců
- (Zipser Deutsche Partei)
  - Spišská strana německá
- (Országos keresztény-szocialista párt)
  - Krajinská křesťansko-sociální strana
- (Magyar nemzeti párt)
  - Maďarská strana národní

Strana hospitující:
- Volební sdružení polských stran a židovských stran
- Poslanci mimo klub
- Liga proti vázaným kandidátním listinám
- Avtonomnyj zemledělskij sojuz
  - Autonomní zemědělský sojuz

## 1935 - 1938
Národní shromáždění Československé republiky
- Republikánská strana zemědělského a malorolnického lidu
- Československá sociálně-demokratická strana dělnická
- Československá strana národně socialistická
- Československá strana lidová
- Slovenská strana ľudová
- Československá živnostensko-obchodnická strana středostavovská
- Komunistická strana Československa
- Národní sjednocení
- Národní obec fašistická
- Národní strana práce[zdroj?]
- Národní jednota
- Národní liga
- Židovská strana
- Autonomní zemědělský sojuz
  - (Avtonomnyj zemledělskij sojuz)
- Ruská národní autonomní strana
- Polská strana v Československu
- Slovenská národní strana
- (Sudetendeutsche Partei (Für das Karpathengebiet: Karpathendeutsche Partei))
  - Sudetoněmecká strana a karpatoněmecká strana
- (Deutsche sozialdemokratische Arbeiterpartei)
  - Německá sociálně-demokratická strana dělnická
- (Deutsche christlich-soziale Volkspartei)
  - Německá křesťansko-sociální strana lidová
- (Bund der Landwirte)
  - Německý svaz zemědělců
- (Egyesült országos keresztény-szociálista és Magyar nemzeti párt és Zipser Deutsche Partei képviselőit klubja)
  - Spojená strana krajinsko-křesťansko-sociální a maďarská národní a spišská německá strana

- Poslanci bez stranické příslušnosti a mimo klub

## 1945 - 1946
Prozatímní Národní shromáždění Československé republiky
- Komunistická strana Československa
- Československá strana národně-socialistická
- Československá sociální demokracie
- Československá strana lidová
- Komunistická strana Slovenska
- Demokratická strana
- Ukrajinská národní rada Prjaševčiny
- Strana slobody

- Poslanci bez stranické příslušnosti

- Ústřední rada odborů
- Jednotný svaz českých zemědělců
- Ústřední svaz obchodu
- Ústřední svaz řemesel
- Ústřední rada družstev
- Ústřední národní tělovýchovný výbor
- Svaz české mládeže
- Sväz slovenskej mládeže
- Sväz slovenských žien
- Kultúrni a vedeckí pracovníci
- Jednotný sväz slov. roľníkov
- Ústredie odborových sväzov Slovenska

## 1946 - 1948
Ústavodárné Národní shromáždění Československé republiky
- Komunistická strana Československa
- Komunistická strana Slovenska
- Československá sociální demokracie
- Československá strana lidová
- Československá strana socialistická
- Strana slovenskej obrody
- Strana slobody
- Strana práce

- Poslanci bez stranické příslušnosti

## 1948 - 1954
Národní shromáždění Československé republiky
- Komunistická strana Československa
- Komunistická strana Slovenska
- Československá sociální demokracie
- Československá strana socialistická
- Československá strana lidová
- Strana slovenskej obrody
- Strana slobody

- Poslanci bez stranické příslušnosti

## 1954 - 1960
Národní shromáždění Československé republiky
- Komunistická strana Československa
- Komunistická strana Slovenska
- Československá strana socialistická
- Československá strana lidová
- Strana slovenskej obrody
- Strana sľobody

- Poslanci bez stranické příslušnosti

## 1960 - 1964
Národní shromáždění Československé socialistické republiky
- Komunistická strana Československa
- Komunistická strana Slovenska
- Československá strana socialistická
- Československá strana lidová
- Strana slovenskej obrody
- Strana sľobody

- Poslanci bez stranické příslušnosti

## 1964 - 1968
Národní shromáždění Československé socialistické republiky
- Komunistická strana Československa
- Komunistická strana Slovenska
- Československá strana socialistická
- Československá strana lidová
- Strana slovenskej obrody
- Strana sľobody

- Poslanci bez stranické příslušnosti